# Korolëv (città)
Korolëv (in russo Королёв?) è una città della Russia europea centrale nell'oblast' di Mosca.
Nato come piccolo villaggio col nome di Podlipki si espanse col trasferimento di una fabbrica di armi da Leningrado e divenne una città operaia nel 1928, assumendo il nome di Kalininskij.  
Successivamente ottenne il titolo di città nel 1938 venendo ribattezzata Kaliningrad. Dopo la seconda guerra mondiale in città si stabilirono diverse industrie missilistiche ed aerospaziali e quindi Kaliningrad, ribattezzata nel 1996 in Korolëv, divenne la culla del programma spaziale sovietico prima e di quello russo dopo.

## Geografia fisica
La città si trova nella parte centrale della Russia europea e dista circa 23 chilometri dal centro di Mosca. Al suo interno scorre il fiume Kljaz'ma oltre che numerosi corsi d'acqua di minore importanza.

## Origini del nome
L'attuale toponimo fu adottato nel 1996 in onore dell'ingegnere Sergej Pavlovič Korolëv, pioniere dell'industria aerospaziale sovietica e principale artefice del programma spaziale nazionale. Precedentemente dal 1928 al 1938 la città si chiamò Kalininskij e poi dal 1938 al 1996 fu ribattezzata in Kaliningrad, toponimo poi adottato per Königsberg, in onore del primo Presidente del Presidium del Soviet Supremo dell'Unione Sovietica Michail Ivanovič Kalinin.

## Storia
Nel XII secolo lungo le rive del Kljaz'ma vi erano numerosi villaggi di tribù ugro-finniche. La prima menzione nei libri catastali del Regno russo del villaggio di Bolševe risale al 1573 mentre nel 1613 il villaggio, che contava tre famiglie di contadini, apparteneva al boiardo Fëdor Ivanovič Šeremetev. Nel 1680 vi fu costruita una chiesa in legno dedicata ai santi Cosma e Damiano, poi ricostruita nel XVIII secolo.
Nel 1715 vi sorse una delle prime imprese industriali russe, attiva nel settore tessile. Nei primi anni del XX secolo vi è attestato il villaggio di Podlipki mentre nel 1895 con l'inaugurazione della ferrovia Mytišči-Ščelkovo fu aperta una stazione ferroviaria.
Nel 1918 una fabbrica di armi di Pietrogrado fu trasferita a Podlipki e nel 1928 il villaggio fu classificato come insediamento operaio, venendo ribattezzato in Kalininskij. Nel 1924 nacque la comune di lavoro bolscevica a causa dell'esponenziale aumento di bambini senza fissa dimora conseguenti la rivoluzione e la guerra civile; la comune partì con 33 alunni e aveva come obiettivo quello di formare bambini e adolescenti ai mestieri. Con decreto del Presidium del Soviet Supremo della Repubblica Federativa Socialista Sovietica Russa nº 1458/7 del 26 dicembre 1938 Kalininskij ottenne il titolo di città ricevendo il nome di Kaliningrad.

## Società

### Evoluzione demografica
| Anno | Abitanti |
| ---- | -------- |
| 1931 | 2 800    |
| 1939 | 28 100   |
| 1959 | 41 400   |
| 1979 | 133 500  |
| 1989 | 159 400  |
| 2002 | 142 568  |
| 2007 | 173 600  |
| 2011 | 183 400  |
| 2015 | 220 900  |
| 2020 | 225 900  |
| 2024 | 226 007  |

Fonte: mojgorod.ru